# The Bad Plus
The Bad Plus — американський джазовий гурт з Міннеаполіса, штат Міннесота, США, заснований в 2000 році. Спочатку колектив виступав як фортепіанне тріо, але у 2021 році перетворився на квартет: засновники Рейд Андерсон (бас) та Девід Кінг (барабани), а також гітарист Бен Мондер і тенор-саксофоніст Кріс Спід.

## Історія гурту

### Оригінальний склад
Ітан Айверсон (Ethan Iverson), Рейд Андерсон(Reid Anderson) і Девід Кінг (David King) зіграли разом у 1989 році, але офіційно заснували The Bad Plus лише у 2000 році. Свій перший однойменний альбом, випущений на лейблі Fresh Sound, гурт записав після трьох спільних концертів.
Під час живого виступу у Village Vanguard гурт привернув увагу представника Columbia Records Іва Бове. У 2002 році вони підписали контракт із цим лейблом. Їхній дебютний альбом на мейджор-лейблі, These Are the Vistas, побачив світ у 2003 році. Після цього вийшли Give у 2004 році таSuspicious Activity? у 2005 році.
Після завершення співпраці з Columbia Records гурт підписав контракт із лейблом Heads Up Records (підрозділом Telarc) і у 2007 році випустив альбом Prog. Навесні 2008 року вони завершили роботу над наступним студійним альбомом For All I Care, у якому брала участь вокалістка Венді Льюїс. Альбом побачив світ восени 2008 року в Європі та навесні 2009 року в США. У вересні 2010 року гурт випустив альбом Never Stop.
У 2010 та 2011 роках тріо працювало в мистецькій резиденції Університету Дьюка. 24 березня 2011 року в театрі Рейнольдса при Університеті відбулася прем'єра їхньої інтерпретації «Весни священної» Ігоря Стравінського.
Виступ у Village Vanguard у 2014 році у Нью-Йорку було записано та опубліковано на YouTube.
10 квітня 2017 року гурт оголосив, що Ітан Айверсон залишить колектив наприкінці року, а місце піаніста з 1 січня 2018 року займе Оррін Еванс (Orrin Evans).
13 березня 2021 року гурт повідомив у соціальних мережах, що Оррін Еванс вирішив залишити їх, щоб продовжити свою сольну музичну діяльність. Гурт зазначив, що більше не буде «фортепіанним тріо (принаймні наразі)» і планує розширити склад колективу та працювати над створенням музики для наступного альбому.
У серпні 2021 року гурт оголосив оновлений склад, до якого приєдналися гітарист Бен Мондер (Ben Monder) і тенор-саксофоніст Кріс Спід (Chris Speed). 30 вересня 2022 року вони разом випустили новий альбом із назвою The Bad Plus.

## Творчість
Музика тріо поєднує сучасний авангардний джаз із певним впливом рок- та поп- музики. Гурт записав власні інтерпретації пісень Nirvana, Apex Twin, Blondie, Peter Gabriel, Pink Floyd, Ornette Coleman, Pixies, Rush, Tears for Fears, Neil Young, David Bowie, Yes, Interpol, The Flaming Lips, Johny Cash, The Bee Gees, Burt Bacharach, Cyndi Lauper and Black Sabbath. Альбом гурту Blunt Object: Live in Tokyo містить кавер на пісні «We Are the Champions» Queen разом із джазовим стандартом «My Funny Valentine». Альбом «Suspicious Activity?» включає переосмислену гуртом версію основної теми саундтреку до фільму «Chariots of Fire», а кавер на «Karma Police» від Radiohead є в альбомі 2006 року Exit Music: Songs with Radio Heads.

## Дискографія

### Альбоми зEthan Iverson[en]
- The Bad Plus (Fresh Sound New Talent, 2001)
- Авторизований бутлег: Нью-Йорк 16.12.01 (випущено самостійно, 2002)
- These Are The Vistas (Columbia, 2003)
- Give (Columbia, 2004)
- Blunt Object: Live in Tokyo (Sony, 2005)
- Suspicious Activity? (Columbia, 2005)
- Prog (EmArcy, 2007)
- For All I Care (EmArcy, 2008 в Європі, 2009 у Північній Америці)
- Never Stop (EmArcy, 2010)
- Made Possible (EmArcy, 2012)
- The Rite of Spring (Masterworks, 2014)
- Inevitable Western (Okeh, 2014)
- The Bad Plus Joshua Redman (Nonesuch, 2015)
- It's (Okeh, 2016)

### Альбоми зOrrin Evans[en]
- Never Stop II[en] (Legbreaker, 2018)
- Activate Infinity[en] (Edition, 2019)[10]

### Альбоми зChris Speed[en]іBen Monder[en]
- The Bad Plus (Edition, 2022)
- Complex Emotions (Edition, 2024)

### Збірні альбоми
- Exit Music: Songs with Radio Heads[en] (2006, Rapster/ Barely Breaking Even[en]) — Karma Police
- Everybody Wants to Be a Cat: Disney Jazz Volume 1 (2011) — Gaston[en]
- Everybody Wants to Be a Cat: Disney Jazz Volume 2 (2021) — Love[en]